# غزو النورمان لجنوب إيطاليا

مملكة صقلية (بالأخضر) عام 1154.

امتد الغزو النورماني لجنوب إيطاليا على نهاية القرن الحادي عشر وأغلب القرن الثاني عشر، منطويًا على العديد من المعارك وضم العديد من اللاعبين المستقلين الساعين للسيطرة على الأرض. جرى لاحقًا توحيدها تحت جناح مملكة صقلية والتي لم تشمل فقط جزيرة صقلية ولكن أيضًا كامل الثلث الجنوبي من شبه الجزيرة الإيطالية (عدا بينيفنتو التي ضموها مرتين لفترة وجيزة) فضلًا عن أرخبيل مالطا وأجزاء من شمال أفريقيا.
تأقلمت الفرق النورمانية المقاتلة مع المتزجورنو كمرتزقة في خدمة العديد من الفصائل اللومباردية والبيزنطية، بينما وصلت الأخبار بسرعة إلى الوطن حول الفرص الكامنة في البحر الأبيض المتوسط. تجمعت هذه الجماعات العدوانية في أماكن مختلفة وأنشأت في نهاية المطاف إقطاعيات ودول خاصة بها، بل نجحت في توحيد نفسها ورفع وضعها إلى دولة مستقلة فعليًا في غضون خمسين عامًا من وصولهم.
بعكس غزو النورمان لإنجلترا (1066) الذي استمر على مدى بضع سنوات بعد معركة واحدة حاسمة، كان غزو جنوب إيطاليا نتاج عقود والعديد من المعارك قليل منها كان حاسماً. احتلت العديد من المناطق بشكل مستقل وبعد ذلك فقط جرى توحيدها في دولة واحدة موحدة. بالمقارنة مع غزو انكلترا، لم يكن مخططًا له وغير منظم ولكنه دام مثله.

## وصولهم إلى إيطاليا (999-1017)

خريطة إيطاليا عشية وصول النورمان. سيطر هؤلاء على كامل المنطقة جنوب حدود الإمبراطورية الرومانية المقدسة (الخط العريض) وصقلية. بما في ذلك المناطق الجنوبية من لاتيوم (الدولة البابوية) وأبروتسي (دوقية سبوليتو).

أول موعد مزعوم لوصول الفرسان النورمان إلى جنوب إيطاليا كان عام 999م. وفقًا لمصادر عدة، توقف الحجاج النورمان في ذلك العام (الذين يفترض أنهم مروا هناك قبل وبعد هذا التاريخ) العائدون من كنيسة القيامة في القدس عن طريق بوليا في ساليرنو حيث كانوا يتمتعون بضيافة الأمير غايمار الثالث، عندما تعرضت المدينة وضواحيها للهجوم من طرف المسلمين من أفريقيا والذين طالبوا بدفع الجزية السنوية المتأخرة. في حين بدأ غايمار بجمع الجزية، عاب النورمان على اللومبارد افتقارهم للشجاعة وهاجموا محاصريهم على الفور. انسحب المسلمون وخلفوا الكثير من الغنائم، بينما أصر غايمار الشاكر للنورمان على بقائهم. رفض النورمان لكنهم وعدوا بتقديم هداياه الغنية لمواطنيهم في نورماندي، وإخبارهم عن عرض المكافأة مقابل الخدمة العسكرية في ساليرنو. حتى أن بعض المصادر تقول بأن غايمار أرسل مبعوثين إلى نورماندي لجلب الفرسان. يسمى هذا السرد لوصول النورمان أحيانًا بـ«تقليد ساليرنو».
سجل تقليد ساليرنو لأول مرة من قبل أماتوس من مونتيكاسينو في كتابه يستوار دي لي نورمانت (تاريخ النورمان) بين 1071-1086. استعار بطرس الشماس الكثير من المعلومات المتعلقة من أماتوس في متابعته لـ كرونيكون موناستيري كازينينسيس (وقائع الدير الكاسيني) لليو من أوستيا، والمكتوب في بدايات القرن الثاني عشر. أصبحت القصة من ساليرنو مقبولة في التاريخ انطلاقًا من أناليس إكليسياستيسي (الحوليات الكنسية) لبارونيو في القرن السابع عشر. شكك في واقعية أحداثها في القرون التالية، ولكنها قبلت مع بعض التعديل من قبل معظم الباحثين منذ ذلك الحين.
تظهر رواية تاريخية أخرى تصف وصول أوائل النورمان إلى إيطاليا في الروايات الأولية دون ذكر وجودهم قبل ذلك. سميت تلك الرواية «تقليد جارجانو». تذكر تلك الرواية أن الحجاج النورمان إلى مزار رئيس الملائكة ميخائيل في مونتي جارجانو التقوا هناك باللومباردي ميلوس من باري وكانوا مقتنعين بالانضمام إليه في الهجوم على البيزنطيين في بوليا. حدث هذا في 1016.
كما هو الحال مع تقليد ساليرنو، هناك نوعان من المصادر الأساسية لقصة جارجانو: غيستا روبيرتي ويسكاردي (إنجازات روبرت جيسكارد) لويليام من بوليا والمؤرخة في 1088-1110، وكرونيكا موناستيري سانت بارتولوماي دي كاربينيتو (وقائع من دير القديس بارتلمي من كاربينتو) من قبل راهب يدعى الكسندر، وكتبت بعد حوالي قرن وعلى أساس عمل وليام. يجمع بعض العلماء بين تقليد ساليرنو وجارجانو، بينما اقترح اللورد نورويتش أن لقاء ميلوس بالنورمان سبق لقاء غايمار بهم. كان ميلوس في ساليرنو قبيل زيارته لمونتي جارجانو.
تشمل قصة أخرى نفي مجموعة صغيرة من الإخوة من عائلة درينغوت. قام أحد الإخوة درينغوت الذي اسمه أوزموند وفقًا لأورديريك فيتاليس أو غلبرت وفقًا لأماتوس وبطرس الشماس بقتل وليام ريبوستل (ريبوستيلوس) في حضرة دوق النورماندي الذي يذكر أنه كان روبرت العظيم. زعم أن ريبوستل تفاخر بهتكه عرض ابنة قاتله وقتل نتيجة لذلك. بعد أن هدد بحد ذاته بالقتل، فر الدرينغوت مع إخوته إلى روما، حيث كان لأحد الإخوة مقابلة مع البابا قبل أن ينتقلوا للانضمام لميلوس في باري. يرجع أماتوس القصة إلى ما بعد 1027 ولا يشمل البابا. ووفقًا له كان إخوة جلبرت هم أوزموند ورانولف وأسكليتين ولودولف (رودولف وفقًا لبطرس).
يعود تاريخ اغتيال ريبوستيل في كل الروايات لعهد روبرت العظيم أي بعد 1027، رغم اعتقاد بعض العلماء أن روبرت هي خطأ طباعي لريتشارد، مما يشير إلى ريتشارد الثاني دوق نورماندي الذي كان الدوق في 1017. التأريخ السابق ضروري لتحديد فيما إذا كانت هجرة النورمان الأولى مرتبطة بالدرينغوت ومقتل وليام ريبوستيل. في تواريخ رالف غلابر يغادر «رودولفوس» نورماندي بعد أغضب الكونت ريتشارد (أي ريتشارد الثاني). تختلف المصادر فيمن كان قائد الرحلة إلى الجنوب بين الأشقاء. سمى أروديريك وويليام جومييج في كتابه غيستا نورمانوروم دوكوم أو (أفعال الدوقات النورمان) أوزموند؛ بينما سمى غلابر رودولف. أما ليو وأماتوس وأديمار شابان فسموا غلبرت. وفقًا لمعظم المصادر الإيطالية من الجنوب كان غلبرت قائدًا للوحدات النورمانية في معركة كاناي (1018). أما إذا كان رودولف هو ذاته رودولف في كتاب أماتوس المذكور بأنه أخ درينغوت، فربما كان رودولف هو القائد في معركة كاناي.
تظهر فرضية أخرى حديثة فيما يتعلق بالحدث النورماني في جنوب إيطاليا بخصوص غلابر وأديمار، وليو (دون متابعة بطرس). تشير جميع السجلات الثلاث إلى فرار النورمان (أربعين أو أكثر إلى حوالي 250) بقيادة رودولف هربًا من غضب ريتشارد الثاني وصولًا إلى البابا بنديكتوس الثامن في روما الذي أرسلهم إلى كابوا أو ساليرنو للاستفادة من قدراتهم العسكرية ضد البيزنطيين حيث كان البابا بنديكت حانقًا عليهم لغزوهم أراضي بينيفينتو (آنذاك تحت الهيمنة البابوية). التقوا هناك بزعامات بينيفنتو: لاندولف الخامس من بينيفينتو وباندولف الرابع من كابوا وربما غايمار الثالث من ساليرنو آنف الذكر وميلوس من باري. وفقًا لوقائع ليو، يفترض أن يكون رودولف ورالف من توسني الشخص ذاته.
إذا كان أول تأكيد على المشاركة العسكرية للنورمان في الجنوب كمرتزقة في خدمة ميلوس في المعركة ضد البيزنطيين في مايو 1017، فإنهم غادروا نورماندي على الأرجح بين يناير وأبريل السابقين.

## التمرد اللومباردي (1009-1022)

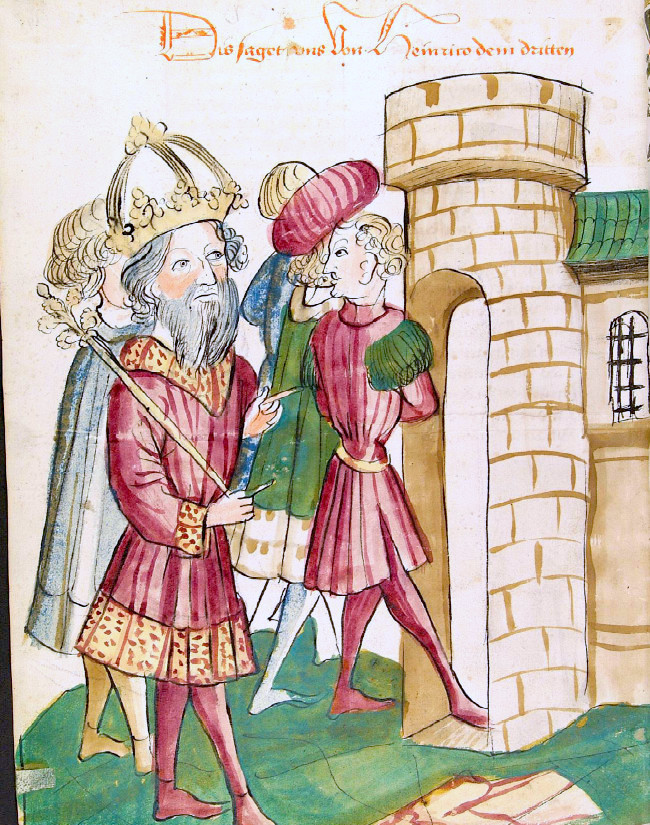
سجن باندولف من كابوا بعد حملة الإمبراطور هنري الثاني في 1022

في 9 مايو 1009، اندلعت انتفاضة في باري ضد كتبانة إيطاليا والسلطة الإقليمية البيزنطية التي كان مقرها في باري. قادها شخص يدعى ميلوس وهو لومباردي محلي من ذوي المكانة العالية وسرعان ما امتدت إلى مدن أخرى. في أواخر ذلك العام أو في أوائل العام التالي (1010)، قتل الكتابان يوحنا كوركواس في المعركة. خلفه في مارس 1010 باسيل ميزاردونايتس والذي نزل مع تعزيزات على الفور وحاصر المتمردين في المدينة. فاوض المواطنون البيزنطيون في المدينة باسيل وأجبروا قادة اللومبارد ميلوس وصهره داتوس على الفرار. دخل باسيل المدينة في 11 يونيو 1011 وأعادها إلى السلطة البيزنطية. لم يتبع باسيل انتصاره بأية إجراءات انتقامية أو حادة تجاه المدينة. إنما قام فقط بإرسال عائلة ميلوس بما فيها ابنه أرغيروس إلى القسطنطينية. توفي باسيل في 1016 بعد سنوات من السلام في جنوب إيطاليا.
وصل ليو تورنيكيوس كونتوليون خلفًا لباسيل في مايو من ذلك العام. تمرد ميلوس مرة أخرى مع وفاة باسيل ولكنه وظف في هذه المرة الفرقة النورمانية التي وصلت حديثًا - سواء التي أرسلها البابا بنديكت أو التي التقاها مع أو دون مساعدة من غايمار في مونتي جارجانو. بعث ليو بليو باسيانوس مع جيش لقتال القوة اللومباردية النورمانية. التقى باسيانوس وميلوس في فورتوري في أرينولا. كانت معركة غير حاسمة (وفقًا لويليام من بوليا) أو انتصارًا لميلوس (وفقًا لليو من أوستيا). تولى تورنيكيوس زمام الحملة بنفسه واصطدم بهم في معركة ثانية قرب تشيفيتا. كانت هذه المعركة الثانية انتصارًا لميلوس على الرغم من أن لوبوس بروتوسباتاريوس والمؤرخ الشهير المجهول الهوية من باري سجلاها كهزيمة. دارت معركة ثالثة كانت نصرًا حاسمًا لميلوس في فاكاريتشا. خضعت كامل المنطقة بين فورتوري وتراني لسيطرة ميلوس بحلول سبتمبر بينما أعفي تورنيكوس من مهامه لصالح باسيل بويوانس الذي وصل في ديسمبر.
أرسلت مفرزة من الحرس الفارانجي التي تعتبر من قوات النخبة إلى إيطاليا لقتال النورمان بناء على طلب من بويوانس. التقت القوتان عند نهر أوفانتو بالقرب من كاناي، وهو موقع المعركة التي انتصر فيها حنبعل على الرومان في 216 قبل الميلاد. كانت النتيجة نصرًا بيزنطيًا حاسمًا. حمى بويوانس انتصاره مباشرة ببناء قلعة كبيرة عند ممر الأبينيني لتحرس سهل بوليا. في 1019، حمت قلعة ترويا (كما سميت) وحدات بويوانس النورمانية الخاصة، مما يدل على النزعة الحقيقية للنورمان للعمل كمرتزقة.
خوفًا من التحول في القوى في الجنوب، اتجه البابا بنديكت -الذي كما ذكر سابقًا قد كان أعطى الدفعة الأولية لإشراك النورمان في الحرب - في 1020 إلى بامبرغ للتشاور مع الإمبراطور الروماني المقدس هنري الثاني. لم يأخذ الإمبراطور أي إجراء فوري ولكن الأحداث التي جرت في العام التالي أقنعته بالتدخل. تحالف بويانس مع باندولف من كابوا وسارا باتجاه داتوس الذي كان يحرس برجًا في أراضي دوقية جيتا مع القوات البابوية. ألقي القبض عليه وبتاريخ 15 يونيو 1021 وضع في كيس مع قرد وديك وأفعى وألقي في البحر. في 1022 انطلق جيش إمبراطوري ضخم نحو الجنوب في ثلاث مفارز بقيادة هنري الثاني وبلغريم من كولونيا وبوبو من أكويليا لمهاجمة ترويا. رغم أن ترويا لم تسقط، إلا أن جميع الأمراء اللومبارد جلبوا إلى الإمبراطورية واقتيد باندولف إلى سجن ألماني، وهكذا انتهت فترة الثورة اللومباردية.

## خدماتهم كمرتزقة (1022-1046)
في 1024، كان المرتزقة النورمان (ربما بقيادة رانولف درينغوت) في خدمة غايمار الثالث عندما قام وباندولف الرابع بحصار باندولف الخامس في كابوا. في 1026 وبعد حصار لمدة 18 شهرًا، استسلمت كابوا وأعيدت إلى باندولف الرابع. في السنوات التالية، ارتبط مصير رانولف بباندولف، ولكن في 1029، تخلى عن الأمير وانضم إلى سرجيوس الرابع من نابولي، والذي طرده باندولف من نابولي في 1027، وربما بمساعدة من رانولف نفسه.
في 1029، سيطر سرجيوس ورانولف على نابولي. وفي أوائل عام 1030، منح سرجيوس رانولف مقاطعة أفيرسا والتي كانت أول إمارة نورمانية في المنطقة. كما زوج سرجيوس أخته إلى الكونت الجديد. في 1034، توفيت أخت سرجيوس وعاد رانولف إلى خدمة باندولف. وفقًا لأماتوس:

لم يرغب النورمان أن ينتصر أي من اللومبارد انتصارًا حاسمًا، في حال كان ذلك في غير صالحهم. لكنهم يدعمون أحد الفريقين ومن ثم يدعمون الآخر، ليمنعوا دمار أي الفريقين نهائيًا.

أدت التعزيزات النورمانية والمرتزقة المحليون الذين وجدوا ترحيبًا بهم في مخيم رانولف طون طرح أسئلة عنهم إلى تضخم الأعداد في إمرة رانولف. في ذلك المخيم، شكلت اللغة والعادات النورمانية بوتقة تضم مجموعة متباينة من الأفراد في ما يشبه شعبًا كما لاحظ أماتوس أيضًا.
في 1037، ترسخ نفوذ النورمان عندما خلع الإمبراطور كونراد الثاني باندولف وثبت رانولف «كونت أفيرسا» بتعيين مباشر من الإمبراطور. في 1038، غزا رانولف كابوا ليوسع رقعة حكمه لتصبح الأكبر في جنوبي إيطاليا.
بين 1038 و1040، أرسل النورمان فرقة أخرى جنوبًا برفقة فرقة من اللومبارد بقيادة غايمار الرابع من ساليرنو لقتال المسلمين في صقلية لصالح البيزنطيين. نال أول أفراد عائلة هوتفيل شهرة في القتال في صقلية تحت قيادة جورج مانياكيس. نال وليام هوتفيل لقبه «الذراع الحديدية» في حصار سرقوسة.
بعد اغتيال الكتبان نيقفوروس دوكيانوس في أسكولي في عام 1040، اعتزم النورمان انتخاب زعيم من بين أنفسهم، ولكن بدلًا من ذلك تلقوا رشوة من أتينولف أمير بينيفينتو لانتخابه زعيمًا لهم. في 16 مارس 1041، قرب فينوسا على أوليفنتو حاول جيش النورمان التفاوض مع الكتبان الجديد ميخائيل دوكيانوس ولكنهم فشلوا ودارت بينهم معركة مونتيمادجوري قرب كاناي. على الرغم من أن الكتبان قد استدعى قوة كبيرة من الفارانجيين من باري، كانت المعركة هزيمة كاملة لجيشه حيث مات العديد من جنوده غرقًا في أوفانتو أثناء انسحابهم.
في 3 سبتمبر 1041، هزم النورمان الذين كانوا اسميًا تحت القيادة اللومباردية لأردوين وأتينولف الكتبان البيزنطي الجديد إكزاغستوس بويوانيس واقتادوه أسيرًا إلى بينيفنتو، مما يدل على ما تبقى من هيمنة اللومبارد على تلك الأراضي. أيضًا خلال تلك الفترة، بدأ غايمار الرابع بتوظيف النورمان تحت لوائه عبر وعود مختلفة. في فبراير 1042، فاوض أتينولف - مدفوعًا بكونه معزولًا أو برشوة بيزنطية - على فدية إكزاغستوس ومن ثم فر بالفدية إلى الأراضي البيزنطية. حل محله أرغيروس الذي أحرز بعض الانتصارات السابقة ولكنه تلقى رشوة أيضًا لينضم لصف البيزنطيين.
في سبتمبر 1042، انتخب النورمان أخيرًا قائدًا من بينهم. كان التمرد لومبارديًا في الأصل ليصبح نورمانيًا في المضمون والقيادة. انتخب وليام الذراع الحديدية بلقب كونت. التمس هو وغيره من القادة اعترافًا من غايمار بفتوحاتهم. تلقوا الأراضي حول ملفي كإقطاعية وأعلن غايمار «دوق بوليا وكالابريا». في ملفي 1043، قسم غايمار المنطقة (باستثناء ملفي نفسها، والتي كان من المقرر أن تحكم على النموذج الجمهوري) إلى اثنتي عشرة بارونية لصالح القادة النورمان: تلقى وليام أسكولي وأسكليتين أتشيرينزا وتريستان مونتيبيلوسو وهيو توبوف مونوبولي وبيتر تراني ودروغو هوتفيل فينوسا ورانولف درينغوت الذي أصبح مستقلًا تلقى مونتي جارجانو. تزوج وليام بدوره من غيدا ابنة غاي دوق سورينتو وابنة أخ غايمار. كان التحالف بين النورمان وغايمار قويًا.
خلال فترة حكمه، بدأ وليام وغايمار غزو كالابريا في 1044 وبنى قلعة كبيرة في ستريدولا ربما قرب سكيلاتشي. كان وليام أقل نجاحًا في بوليا حيث هزم في 1045 قرب تارانتو من قبل أرغيروس رغم أن أخاه دروغو نجح في غزو بوفينو. مع وفاة ويليام، تصل فترة خدمة النورمان كمرتزقة تمامًا إلى نهايتها وتشهد صعود اثنتين من الإمارات النورمانية الكبيرة وكلاهما تدينان بالولاء الاسمي للإمبراطورية الرومانية المقدسة: مقاطعة أفيرسا والتي أصبحت لاحقًا إمارة كابوا ومقاطعة بوليا والتي أصبحت لاحقًا دوقية بوليا.

## مقاطعة ملفي (1046–1059)

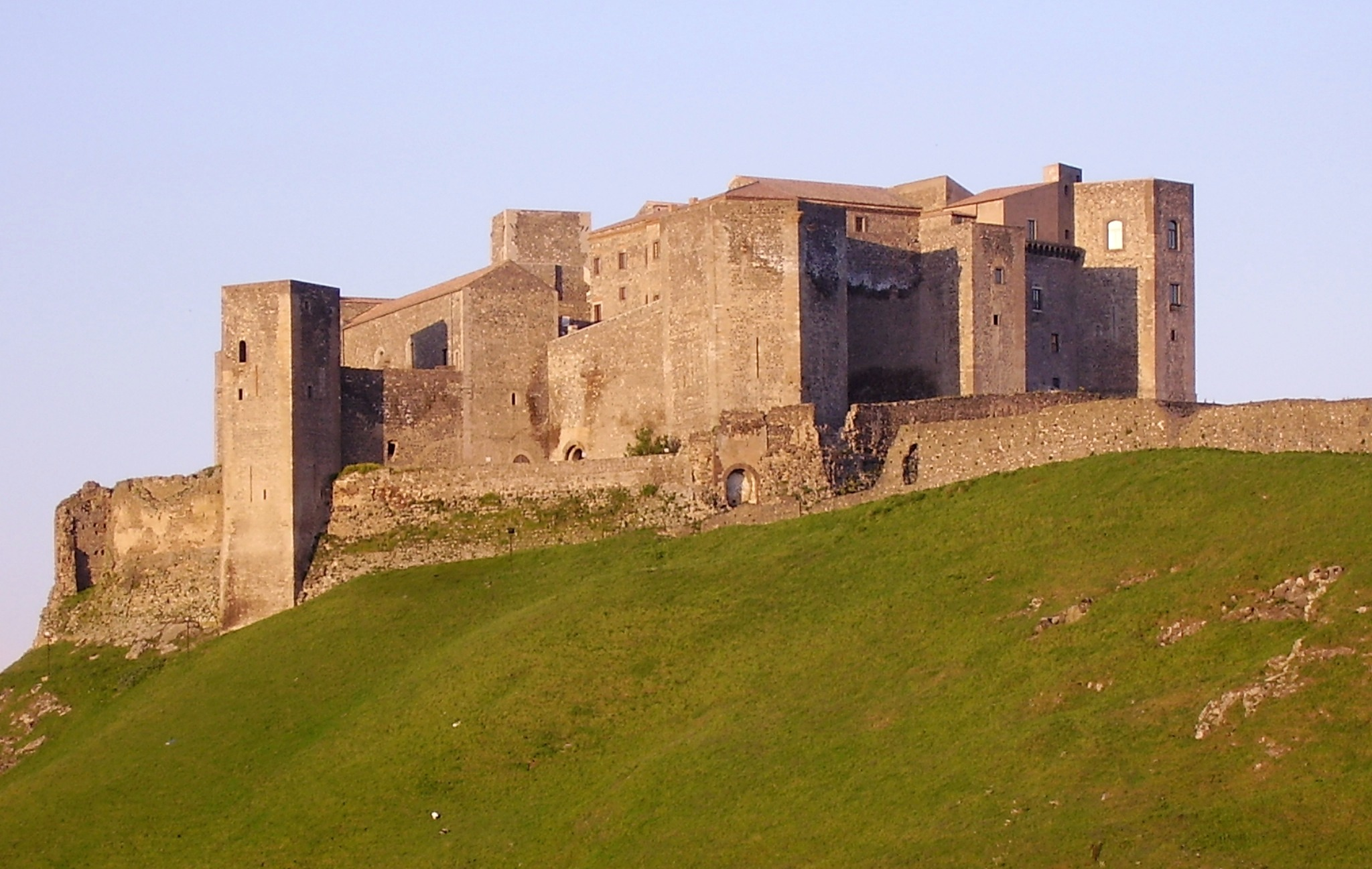
قلعة ملفي التي بناها النورمان.

في 1046، دخل دروغو بوليا وهزم الكتبان إيوستاثيوس بالاتينوس قرب تارانتو. بينما أخضع شقيقه همفري في الوقت نفسه باري وأجبرها على إبرام معاهدة مع النورمان. في 1047، زوج غايمار - الذي دعم تأسيس سلالة نورمانية في الجنوب - ابنته غايتلغريما من دروغو. بينما زحف الإمبراطور هنري الثالث جنوبًا ليضمن ولاء مقاطعة أفيرسا له وثبت دروغو عليها ومنحه لقب دوق وسيد النورمان الإيطالي الأول في كامل بوليا وكالابريا، وهو أول لقب شرعي للنورمان من ملفي. كما أذن هنري الذي تعرضت زوجته أغنيس لسوء معاملة من قبل البنيفنتيين لدروغو بإخضاع بينيفنتو والاحتفاظ بها من التاج الإمبراطوري. لم يسيطر النورمان عليها حتى 1053.
في 1048، أطلق دروغو رحلة استكشافية في كالابريا عبر وادي كراتي قرب كوسنزا. وزع الأراضي التي احتلها في كالابريا ومنح شقيقه روبرت جيسكارد قلعة في سكريبلا لحراسة المداخل. في 1051، اغتيل دروغو في مؤامرة بيزنطية. خلفه همفري بعد انقطاع وجيز. أغضب تمرد الفرسان النورمان تحت حكم دروغو البابا ليو التاسع مما اضطر همفري للتعامل مع المعارضة البابوية بداية.

خطة معركة تشيفيتاتي. النورمان باللون الأحمر والتحالف البابوي بالأزرق.

في 18 يونيو 1053، قاد همفري جيش النورمان ضد القوات المشتركة للبابوية والإمبراطورية. دمر النورمان في معركة تشيفيتاتي الجيش البابوي وألقوا القبض على ليو التاسع وسجنوه في بينيفنتو التي استسلمت لهم بسهولة. شمل ما تبقى من عهد همفري غزو أوريا وناردو وليتشي (جميعها مع نهاية عام 1055). استطاع بيتر الثاني في 1054 والذي كان قد خلف بيتر الأول في الأراضي المحيطة بتراني الاستيلاء على المدينة أخيرًا من البيزنطيين. توفي همفري عام 1057 وخلفه جيسكارد الذي عزل نفسه من الولاء للإمبراطورية، وجعل نفسه تابعًا للبابوية مقابل لقب دوق.

## مقاطعة أفيرسا (1049–1098)
في الخمسينيات والستينيات من القرن الحادي عشر، كان هناك مركزان للسلطة النورمانية في جنوب إيطاليا: الأول في ملفي تحت حكم سلالة هوتفيل والآخر في أفيرسا تحت حكم الدرينغوت. تولى ريتشارد درينغوت وربما عن طريق العنف حكم مقاطعة أفيرسا في 1049 وبدأ على الفور سياسة التوسع الإقليمي وبالتالي منافسة الهوتفيل.
توسع في البداية على حساب جيرانه اللومبارد مثل باندولف السادس من كابوا وأتينولف الأول من جيتا وجيزولف الثاني من ساليرنو. دفع بحدود الأخير حتى كادت إمارته تنتهي وصمدت مدينة ساليرنو. كما هدف إلى توسيع نطاق نفوذه سلميًا عندما خطب ابنته إلى الابن البكر لأتينولف من جيتا، ولكن عندما توفي الصبي قبل الزواج، طالب اللومباردي بمهر ابنته على أي حال. رفض الدوق مطالب ريتشارد الذي حاصر أكينو واستولى عليها، والتي كانت واحدة من الإقطاعيات القليلة المتبقية من جيتا (1058). التسلسل الزمني لغزوه لجيتا مربك. تشير الوثائق من 1058 و1060 إلى جوردان الابن البكر لريتشارد بدوق جيتا، ولكن تم الطعن بصحة تلك الوثائق بأنها مزورة، حيث أن أتينولف كان لا يزال دوقًا عندما توفي في 1062. بعد وفاة أتينولف، تولى ريتشارد وجوردان حكم الدوقية، ولكنهما سمحا لولي عهد أتينولف (أتينولف الثاني) بالحكم كتابع لهما حتى 1064، عندما ضمت جيتا تمامًا لإمارة درينغوت. عين ريتشارد وجوردان دوقات دمى من بين النورمان.
عندما توفي أمير كابوا الضعيف في 1057، قام ريتشارد بمحاصرة المدينة على الفور. كما هو الحال مع جيتا فإن التسلسل الزمني لاستيلائه على كابوا مربك. خلف باندولف في حكم كابوا أخوه لاندولف الثامن، الذي ذكر أميرًا حتى 12 مايو 1062. تولى ريتشارد وجوردان اللقب الأميري في 1058، لكنهما سمحا للاندولف على ما يبدو في الاستمرار في الحكم وربما تحت إمرتهما وأن يحافظ على مفاتيح المدينة لأربع سنوات أخرى على الأقل. في 1059، دعا البابا نيقولا الثاني المجمع الكنسي إلى ملفي حيث أكد ريتشارد كونتًا لأفيرسا وأميرًا لكابوا. أقسم ريتشارد لاحقًا الولاء للبابوية في ممتلكاته. بعد ذلك، نقل الدرينغوت مقر قيادتهم إلى كابوا وحكموا أفيرسا وجيتا من هناك.
وسع ريتشارد وجوردان أرضيهما الجديدة في جيتا وكابوا شمالًا نحو لاتيوم وإلى الولايات البابوية. في عام 1066، زحف ريتشارد على روما نفسها ولكنه دفع عنها بسهولة. اتسم وصول جوردان إلى الحكم خلفًا لريتشارد بفترة من التحالف مع البابوية (وهو تحالف متقطع قام به ريتشارد) وأوقف الفتوحات في كابوا. في 1090، توفي جوردان ليتولى ابنه الصغير ريتشارد الثاني، بينما كان الأوصياء عليه ضعيفين وغير قادرين على السيطرة على كابوا ذاتها. أجبروا في النهاية على الفرار من المدينة من قبل لومباردي اسمه لاندو والذي حكمها بعد ذلك بدعم من المواطنين، حتى أجبرته قوات هوتفيل في حصار كابوا عام 1098 على التخلي عن الحكم. كانت تلك النهاية المطلقة للحكم اللومباردي في إيطاليا.

## غزو أبروتسو (1053–1105)
في عام 1077، توفي آخر أمير لومباردي لبينيفينتو. عين البابا روبرت جيسكارد لخلافته في 1078. في 1081 تخلى جيسكارد عن الإمارة، التي ضمت آنذاك بينيفنتو نفسها والقليل من الأراضي بجوارها، بعد أن قلص النورمان حجمها بغزواتهم في العقود السابقة، وخصوصًا بعد تشيفيتاتي وحتى بعد 1078. أعاد البابا تثبيت جيسكارد على بينيفينتو في تشيبرانو في يونيو 1080 في محاولة لوضع حد للتجاوزات النورمانية على أراضيها، وكذلك الأرض التي ارتبطت تقنيًا بينيفينتو في أبروتسو التي حاول أقرباء جيسكارد السيطرة عليها.
في أعقاب تشيفيتاتي، بدأ غزو النورمان للمنطقة المطلة على البحر الأدرياتيكي من إمارة بينيفنتو. غزا جيفري هوتفيل وهو شقيق للهوتفيل في ملفي مقاطعة لارينو اللومباردية وقلعة موروني في منطقة سامنيوم غوياماتوم. حول روبرت نجل جيفري هذه الفتوحات الجديدة إلى مقاطعة موحدة باسم لوريتيلو في 1061. ومع ذلك استمر في توسيع منطقة نفوذه في أبروتسو اللومباردية. غزا مقاطعة تياتي اللومباردية (كييتي حاليًا) وحاصر أورتونا والتي أصبحت هدفًا لجهود النورمان في تلك المنطقة. توسعت لوريتيلو لتصل بسكارا والولايات البابوية شمالًا. في 1078، تحالف روبرت مع جوردان من كابوا ونهب أبروتسو البابوية. أجبر النورمان بموجب معاهدة مع البابا غريغوري السابع في 1080 على احترام أراضي البابوية. في عام 1100، وسع روبرت لوريتيلو بضم فورتوري وبوفينو ودراغونارا.
يحيط الغموض بغزو موليزي. قد تكون بويانو البلدة الرئيسية احتلت في العام السابق لمعركة تشيفيتاتي وربما تحت قيادة روبرت جيسكارد الذي أحاط بكتلة ماتيزي الجبلية. منحت مقاطعة بويانو لرودولف من مولين. قام حفيده هيو بالتوسع شرقًا واحتلال تورو وسان جوفاني في غالدو، وكذلك غربًا، حيث ضم المقاطعات الكابوية فينافرو وبييترابوندانتي وتريفنتو (1105).

## غزو صقلية (1061–1091)

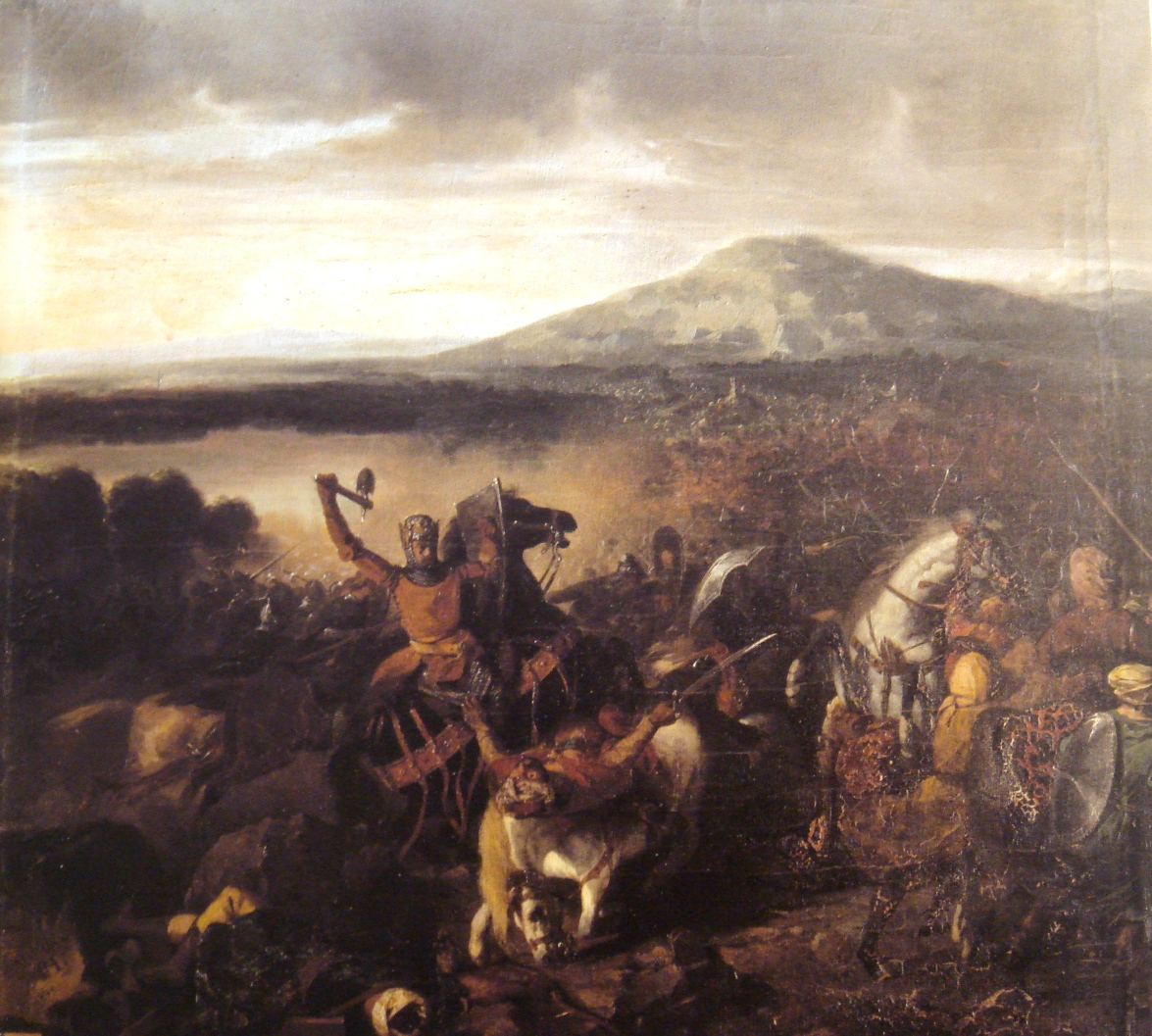
روجر الأول كونت صقلية في معركة تشيرامي 1061

سكن صقلية أغلبية من المسيحيين اليونانيين، وكانت تحت السيطرة العربية عندما بدأ النورمان غزوها. كانت الجزيرة تحت حكم الأغالبة ومن ثم الفاطميين، ولكن في 948 انتزع الكلبيون السيطرة على الجزيرة من الفاطميين حتى عام 1053. اندلعت سلسلة من الأزمات حول الخلافة على الحكم الجزيرة في العقدين الثاني والثالث من القرن الحادي عشر مما فتح الطريق لتدخل الزيريين من أفريقية. سقطت صقلية في حالة من الاضطراب وتحولت إلى إقطاعيات صغيرة متحارية. استغل النورمان بقيادة روبرت جيسكارد وشقيقه الأصغر روجر بوسو تلك الحالة لغزو الجزيرة، حيث أن البابا منحه لقب دوق ومن بين دوقياته كان لقب «دوق صقلية» الفارغ عمليًا، ولكنه حثه بذلك على انتزاع صقلية من المسلمين.
غزا روبرت وروجر صقلية في الأول من مايو 1061، حيث عبرا ريدجو كالابريا وحاصرا ميسينا من أجل السيطرة على مضيق ميسينا الاستراتيجي. عبر روجر المضيق أولًا، ونزل ليلًا على الجزيرة وفاجئ الجيش المسلم في الصباح. عندما نزلت قوات جيسكارد في وقت لاحق من ذلك اليوم، لم يجدوا أي مقاومة وكانت ميسينا مهجورة. حصن روبرت جيسكارد المدينة على الفور وتحالف مع الأمير ابن التمنة ضد منافسه ابن الحواس.
زحف كل من روبرت وروجر وابن التمنة نحو وسط الجزيرة عبر روميتا والتي ظلت موالية لابن التمنة. عبروا كلًا من فراتسانو وبيانورا دي مانياتشي. هاجموا قرية تشينتوريبي لكن المقاومة كانت شديدة مما دفعهم للتخلي عنها. سقطت باترنو بسهولة وجلب روبرت جيشه إلى كاستروجيوفاني (إنا حاليًا) أكثر القلاع شراسة في وسط صقلية. عندما هزمت الحامية في سالي، لم تسقط القلعة نفسها وحل الشتاء مما دفع روبرت إلى العودة إلى بوليا. قبل مغادرته شيد حصنًا في سان ماركو دالونزيو وكانت القلعة النورمانية الأولى في صقلية.

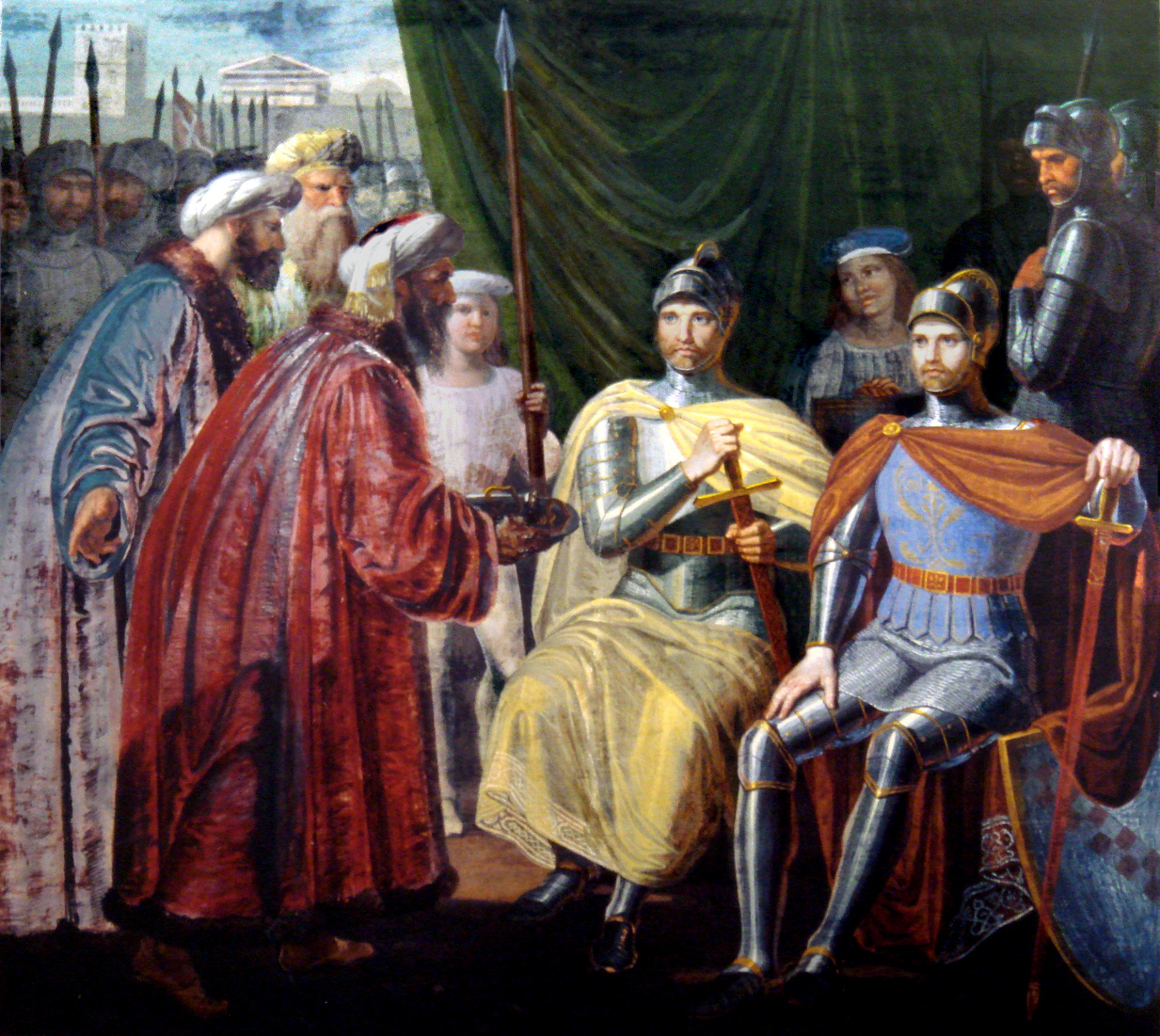
روجر الأول مستلمًا مفاتيح باليرمو عام 1071.

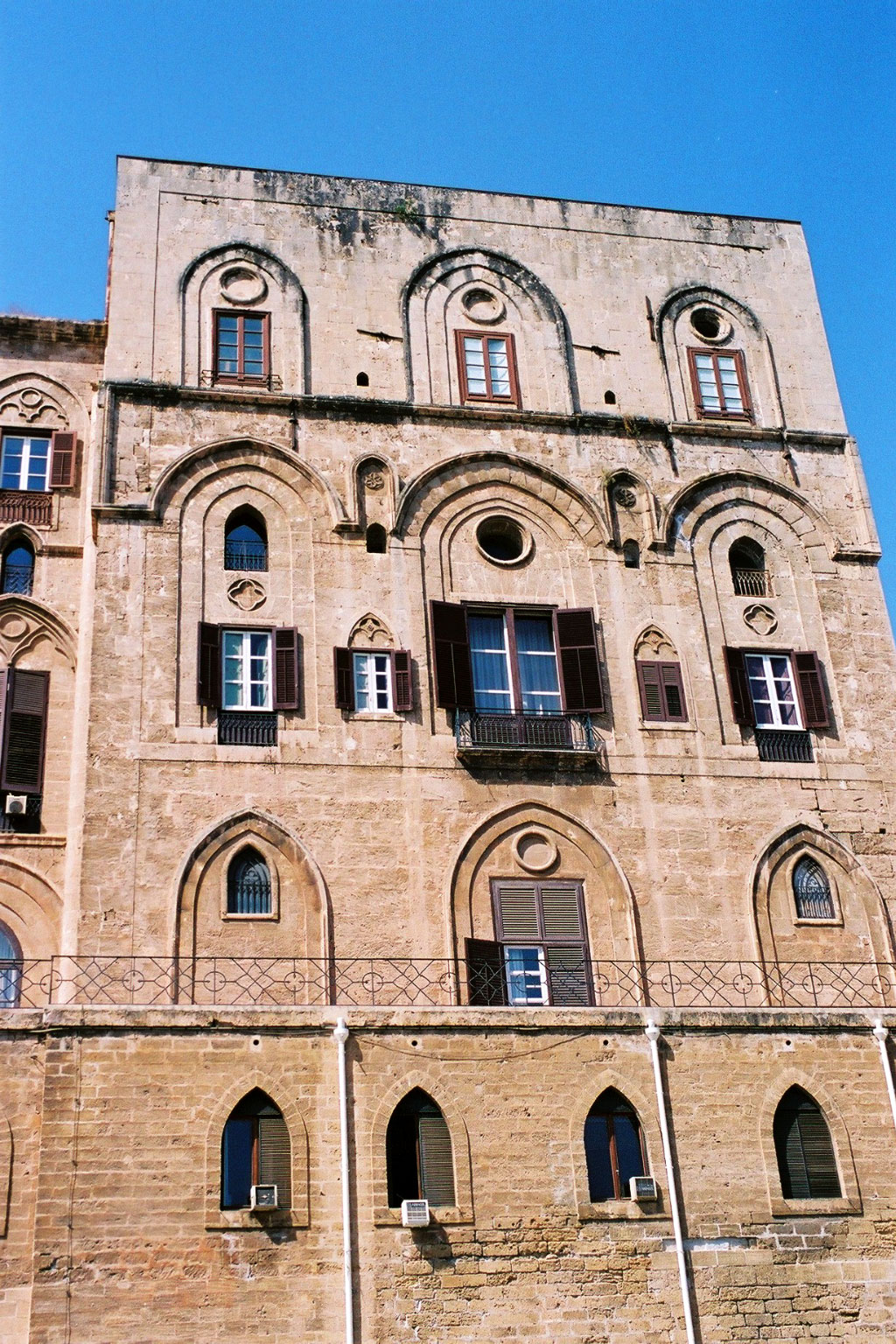
بالاتسو دي نورماني (قصر النورمان): قصر عربي يعود للقرن التاسع الميلادي حوله النورمان إلى مقر حكمهم.

عاد روبرت في 1064، ولكنه تجاوز كاستروجيوفاني وسار مباشرة نحو باليرمو. إلا أنه اضطر للتخلي عن معسكره بسبب الرتيلاء (نوع من العناكب) وألغيت كامل الحملة. حاول حصار باليرمو مرة أخرى في عام 1071، لكنه نجح فقط في السيطرة على المدينة دون قلعتها. عين روجر كونتًا على صقلية تحت سلطان دوق بوليا. سقطت القلعة في يناير 1072. اقتسم روبرت الجزيرة مع شقيقه روجر. احتفظ روبرت بباليرمو ونصف ميسينا ووادي ديموني وترك الباقي متضمنًا ما لم يتمكن من فتحه لأخيه روجر.
في عام 1077 حاصر روجر تراباني، أحد معاقل المسلمين المتبقية في غرب الجزيرة. قاد ابنه جوردان طلعة فاجأ فيها حامية حيوانات الرعي. مع انقطاع إمدادات الغذاء عن المدينة، استسلمت في وقت قريب بعدها. في 1079 حوصرت مدينة تاورمينا وفي 1081 قام جوردان وروبرت دي سورفال وإلياس كارتومي بغزو كاتانيا التابعة لأمير سرقوسة في هجوم مفاجئ آخر.
غادر روجر صقلية في صيف عام 1083 لمساعدة شقيقه في البر الرئيسي، ولكن جوردان الذي خلفه في إدارة صقلية تمرد مما دفعه للعودة إلى صقلية، حيث أجبر ابنه على العودة للطاعة. في 1085، تمكن في النهاية من القيام بحملة منهجية. في 22 مايو 1085 اقترب روجر من سرقوسة عن طريق البحر بينما قاد جوردان كتيبة فرسان صغيرة على بعد أربعة وعشرين كيلومترًا إلى الشمال من المدينة. يوم 25 مايو اصطدمت القوات البحرية للكونت والأمير في الميناء - حيث قتل الأمير - بينما حاصرت قوات جوردان المدينة. استمر الحصار طوال الصيف، ولكن عندما استسلمت المدينة في مارس 1086، كانت نوتو فقط تحت سيطرة المسلمين. في فبراير 1091 وبعد جهد قصير سقطت نوتو وبذلك كامل صقلية.
كان غزو صقلية تحت إشراف قيادة موحدة، لذلك لم يكن هناك أي تحد لسلطة روجر من قبل الغزاة الآخرين وهكذا حافظ على سلطة قوية على رعاياه العرب واليونان واللومبارد والنورمان. أدخلت الكنيسة الكاثوليكية إلى الجزيرة ونظمت أمورها الكنسية تحت إشراف روجر بموافقة بابوية. أنشئت الأبرشيات في باليرمو (مع سلطة حضرية) وسرقوسة وأغريجنتو. بعد صعودها إلى مرتبة مملكة في 1130، أصبحت صقلية مركز السلطة النورمانية.
في 1091، نزل روجر في مالطا وأخضع عاصمتها المسورة مدينة. فرض ضرائب على الجزر، ولكنه سمح للحكام العرب بمواصلة عملهم. في 1127، استبدل روجر الثاني الحكومة المسلمة بمسؤولين من النورمان. تحت حكم النورمان، تحولت اللغة العربية التي استخدمها سكان الجزر اليونانية المسيحية خلال قرون من الهيمنة الإسلامية إلى لغة متميزة هي المالطية.

## غزو أمالفي وساليرنو (1073–1077)
سقطت كل من أمالفي وساليرنو بيد روبرت جيسكارد عبر نفوذ زوجته سيكيلغايتا. ربما استسلمت أمالفي لها عبر المفاوضات،  بينما سقطت ساليرنو فورًا بعد توقفها عن مطالبة زوجها بعدم التدخل في إمارة شقيقها أمير ساليرنو. حاول الأمالفيون أيضًا لفترة وجيزة تجنب الوقوع تحت السلطان النورماني بوضع أنفسهم تحت سلطة الأمير جيزولف، ولكن هذا فشل وخضعت الدويلتان ذاتي التاريخ المرتبط بشكل وثيق منذ القرن التاسع لسلطة النورمان الدائمة.
بحلول صيف 1076، تسبب جيزولف الثاني من ساليرنو عن طريق القرصنة والغارات بالكثير من المتاعب للنورمان ما يكفي لدفعهم على تدميره. في ذاك الموسم اتحد النورمان بقيادة ريتشارد من كابوا وروبرت جيسكارد لمحاصرة ساليرنو. على الرغم من أن جيزولف أمر مواطنيه بتخزين ما يكفي لحصار عامين، إلا أنه صادر ما يكفي منه ليواصل حياة الترف التي يعيشها حيث تضور السكان جوعًا في وقت قريب. في 13 ديسمبر 1076، خضعت المدينة بينما فر الأمير وخدمه إلى القلعة التي سقطت في مايو 1077. تمت مصادرة أراضي جيزولف وممتلكاته ولكن أطلق سراحه. تقلصت حدود إمارة ساليرنو عبر الزمن بسبب الحروب مع وليام من برنشيباتي وروجر الثاني ملك صقلية وروبرت جيسكارد إلى أكثر بقليل من العاصمة وضواحيها. مع ذلك كانت المدينة الأكثر أهمية في جنوب إيطاليا والاستيلاء عليها أمر أساسي لإقامة المملكة في الخمسين عامًا اللاحقة.
في 1073، توفي سرجيوس الثالث من أمالفي تاركًا ابنه الرضيع جون الثالث خلفًا له. لحاجتهم إلى ملك قوي يحميهم في تلك الأيام المتقلبة، طرد الأمالفيون الدوق الرضيع واستدعوا روبرت جيسكارد في نفس العام. رغم ذلك، لم تهدأ أمالفي تحت سيطرة النورمان. لم يستطع خلف روبرت روجر بورسا السيطرة على أمالفي حتى عام 1089، بعد طرد جيزولف أمير ساليرنو المخلوع والذي أقره مواطنو المدينة بمساعدة بابوية ضد إدعاءات ورثة روبرت. بين 1092-1097، لم تعترف أمالفي بسلطة النورمان ويبدو أنها سعت لمساعدة بيزنطية. عينوا مارينوس سيباستي في 1096.
هاجم بوهيموند بن روبرت وشقيقه روجر من صقلية أمالفي في 1097 ولكن تم صدهم. كان في هذا الحصار أن اتجه أوائل النورمان للمشاركة في الحملة الصليبية الأولى. هزم مارينوس فقط بعد أن انقلب عليه بعض النبلاء الأمالفيين والذين انضموا إلى الجانب النورماني في 1101. ثارت أمالفي مرة أخرى عام 1130 عندما طالبها روجر الثاني ملك صقلية بالولاء له. هزمت المدينة في نهاية الأمر عام 1131، عندما سار الأمير جون صوبها برًا وحاصرها جورج من أنطاكية بحرًا وأقام قاعدة في كابري.

## الحروب البيزنطية النورمانية (1059–1085)

خريطة تظهر مدى التوسع النورماني في صقلية خلال حملة روبرت على البلقان. كانت صقلية وبوليا وكالابريا وكابوا نورمانية حينها، لكن إمارة صقلية كانت لا تزال قائمة ودوقية نابولي أيضًا بالإضافة إلى أراض في أبروتسو جنوب دوقية سبوليتو.

في حين أن معظم بوليا عدا أقصى الجنوب وباري قد استسلمت للنورمان خلال حملات الإخوة الكونتات وليام ودروغو وهمفري، فإن نسبة كبيرة من كالابريا كانت في أيدي البيزنطيين عند تنصيب روبرت جيسكارد عام 1057. جرت أولى المحاولات للسيطرة على كالابريا من قبل ويليام وغايمار في بدايات الأربعينات من القرن الحادي عشر بينما نصب دروغو جيسكارد الطموح هناك في بدايات العقد الخامس من القرن نفسه. إلا أن وظيفة روبرت في كالابريا في بداياتها كانت في الاقتتال الإقطاعي ومنع اللصوصية وليست في أي الغزو المنظم للمناطق ذات السكان اليونان.
بدأ روبرت كونتيته بحملة فورية في كالابريا. توقف الحملة لفترة وجيزة لحضوره مجلس ملفي في 23 أغسطس 1059، حيث رقي إلى دوق. عاد إلى كالابريا في وقت لاحق من ذلك العام حيث حاصر جيشه كارياتي. خضعت البلدة مع وصول الدوق وقبل نهاية الموسم خضعت كل من روسانو وغيراتشي أيضًا. من المدن الهامة في شبه الجزيرة، ظلت ريدجو فقط في أيدي البيزنطيين عندما عاد روبرت إلى بوليا في فصل الشتاء. في بوليا، أزال الحامية البيزنطية من تارانتو (ولو مؤقتًا) وبرينديزي. وعندما عاد إلى كالابريا في 1060، كان الهدف شن الحملة الصقلية. تطلب سقوط ريدجو حصارًا طويلًا وشاقًا. إلا أن روجر شقيق روبرت أعد آلات الحصار خلال الفترة الانتقالية.
بعد سقوط ريدجو، فرت الحامية البيزنطية إلى ستشيلا وهي القلعة الجزيرة لريدجو حيث هزموا هناك بسهولة. صد هجوم روجر الصغير على ميسينا عبر المضيق واستدعي روبرت لوجود قوة بيزنطية كبيرة في بوليا التي أرسلها قسطنطين العاشر في أواخر عام 1060. تحت قيادة الكتبان ميريارك استعاد البيزنطيون تارانتو وبرينديزي وأوريا وأوترانتو. في يناير 1061، كانت ملفي عاصمة النورمان تحت الحصار. بحلول شهر مايو، تمكن الشقيقان من طرد البيزنطيين واستعادة الهدوء في بوليا.
غزا جيفري، نجل بيتر الأول من تراني، أوترانتو في 1063 وتارانتو (التي جعل منها عاصمة مقاطعته) في 1064. في عام 1066 قام بتنظيم جيش لعبور البحر والهجوم على «رومانيا» (البلقان البيزنطية)، ولكنه أوقف قرب باري من قبل جيش من المساعدين الفارنجيين الذين وصلوا مؤخرًا تحت قيادة الكتبان مابريكا. استعاد هذا الكتبان برينديزي وتارانتو (لفترة وجيزة) وأسس حامية في الأخيرة تحت قيادة نقفور كارانتينوس وهو جندي بيزنطي من ذوي الخبرة في الحروب البيزنطية مع البلغار. شهد الكتبان سلسلة من النجاحات ضد النورمان في إيطاليا، ولكنه كان آخر تهديد بيزنطي كبير في ذاك الربع من العام. حوصرت باري عاصمة الكتبانية البيزنطية من قبل النورمان في أغسطس 1068. في أبريل 1071، سقطت المدينة والتي كانت آخر مقر للحكومة البيزنطية في أوروبا الغربية.
بعد طرد البيزنطيين من بوليا وكالابريا (مقاطعة لانغوبارديا) نوى روبرت جيسكارد مهاجمة الممتلكات البيزنطية في البلقان وفي اليونان نفسها. ذلك لأن البيزنطيين دعموا آبيلارد وهيرمان ابنا الكونت همفري أخ روبرت في تمردهما ضد سلطة روبرت كما دعموا هنري كونت مونتي سانتانجلو الذي اعترف بالهيمنة البيزنطية على مقاطعته ضد روبرت كذلك.
أطلق روبرت حملته الأولى على البلقان في مايو 1081، عندما غادر من برينديزي مع 16,000 رجلًا، وفبراير 1082 واستولى على كورفو ودوراتسو، كما هزم الإمبراطور ألكسيوس الأول في معركة ديرهاخيوم في أكتوبر (1081). أدار مارك بوهيموند بن روبرت ثيساليا لبعض الوقت في غياب روبرت في محاولة للحفاظ على الفتوحات بين 1081-1082 ولكنه فشل في نهاية المطاف. عاد روبرت في 1084 لاستعادتها واحتل كورفو وكيفالونيا حيث مات بالحمى في 15 يوليو 1085. سميت القرية الصغيرة فيسكاردو في كيفالونيا تيمنًا به. لم يتابع بوهيموند غزو اليونان، وعاد بدلًا من ذلك إلى إيطاليا، ليدخل في نزاع مع أخيه غير الشقيق روجر بورسا حول خلافة أبيهما.

## غزو نابولي (1077–1139)
كانت دوقية نابولي تبعية بيزنطية اسميًا وواحدة من أواخر دول الجنوب الإيطالي الخاضعة للنورمان. تحالف دوقات نابولي منذ أيام سرجيوس الرابع مع رانولف درينغوت في عشرينيات القرن الحادي عشر، حيث تحالفوا مع النورمان من أفيرسا وكابوا باستثناءات وجيزة فقط. استغرق إدماج نابولي في دولة هوتفيل ستين عامًا بدءًا من عام 1077.
في صيف 1074، اندلع القتال بين ريتشارد من كابوا وروبرت جيسكارد. تحالف سرجيوس الخامس من نابولي مع الأخير وجعل من مدينته مركزًا لإمداد قوات جيسكارد. حرضه ذلك ضد ريتشارد الذي كان مدعومًا من غريغوري السابع. في يونيو حاصر ريتشارد نابولي ولكن لفترة وجيزة فقط. باشر ريتشارد وروبرت وسرجيوس بعد ذلك مفاوضات مع غريغوري من خلال الوساطة التي قدمها ديسيديريوس من مونتيكاسينو.
في عام 1077، حاصر ريتشارد من كابوا نابولي بينما فرض حصار روبرت جيسكارد حصارًا بحريًا. بعد أن توفي ريتشارد خلال الحصار في 1078، حيث أن أعفي فقط من الحرمان الكنسي على فراش الموت، رفع خليفته جوردان الحصار ليصحح وضعه مع البابوية التي وقعت السلام مع الدوق سرجيوس ورفع الحصار وتفرقت قوات روبرت جيسكارد.
في 1130، عين البابا المزيف أناكليتوس الثاني روجر الثاني من صقلية ملكًا وأعلن ضرائب نابولي جزءًا من مملكته. في 1131، طالب روجر من مواطني أمالفي حصون مدينتهم ومفاتيح قلعتهم. عندما رفض المواطنون، كان سرجيوس السابع من نابولي على استعداد لمساعدتهم في البداية بأسطوله، ولكن جورج من أنطاكية حاصر ميناء نابولي بأسطول أكبر، كما أن سرجيوس تراجع أيضًا بسبب قمع الأمالفيين الذين خضعوا لروجر. وفقًا للمؤرخ ألكسندر من تيليزي فإن «نابولي والتي نادرًا ما تم فتحها بالسيف منذ العصر الروماني، استسلمت الآن لقوة روجر بناء على مجرد تقرير [أي سقوط أمالفي]».
في 1134، دعم سرجيوس تمرد روبرت الثاني من كابوا ورانولف الثاني من أليفي ولكنه تجنب أي مواجهة مباشرة مع روجر. بعد سقوط كابوا قدم البيعة للملك. في 24 أبريل 1135، وصل أسطول من بيزا بقيادة روبرت من كابوا إلى نابولي حاملًا 8,000 من التعزيزات. خدمت نابولي كمركز للثورة ضد روجر الثاني للسنتين التاليتين. حوصر سرجيوس وروبرت ورانولف في نابولي حتى ربيع 1136. بحلول ذلك الوقت، مات كثير من الناس من الجوع. إلا أنه ووفقًا للمؤرخ والمتعاطف مع المتمردين فالكو من بينيفينتو، سرجيوس والنابوليين لم يضعفوا «مفضلين الموت من الجوع من أن يسلموا رقابهم لسلطة ملك شرير». وضع فشل الحصار البحري في منع سرجيوس وروبرت في مناسبتين منفصلتين من التوجه إلى بيزا للحصول على المزيد من الإمدادات علامة على عدم كفاية جهود روجر. عندما سار جيش لإغاثة نابولي بقيادة الإمبراطور لوثير الثاني، رفع الحصار. عندما غادر الإمبراطور على عجل في العام التالي، خضع سرجيوس كليًا لروجر في مقابل عفو شامل وأدى البيعة على الطريقة النورمانية. في 30 أكتوبر 1137، توفي دوق نابولي الأخير إلى جانب الملك في معركة رينيانو.
فتحت الهزيمة في رينيانو طريق نابولي للنورمان، لوفاة سيرجيوس بدون وريث وعدم توصل النبلاء النابوليين إلى اتفاق على من سيخلف الدوق. رغم ذلك كانت هناك فترة من عامين بين وفاة سيرجيوس وضم نابولي إلى صقلية. يبدو أن النبلاء مارسوا السلطة في تلك الأثناء؛ كثيرًا ما كان يفترض أن الفترة الانتقالية وسمت نهاية استقلال حكم نابولي عن النورمان. وخلال هذه الفترة، ظهر أول ملاك أراض نورمان في نابولي على الرغم من أن البيزانيين أعداء روجر الثاني احتفظوا بتحالفهم مع نابولي. ربما حافظت بيزا على استقلال نابولي حتى 1139. في تلك السنة، ضم روجر أخيرًا الدوقية إلى مملكته. اعترف البابا إنوسنت الثاني ونبلاء نابولي بنجل روجر الشاب ألفونسو هوتفيل دوقًا.

## قلاعهم

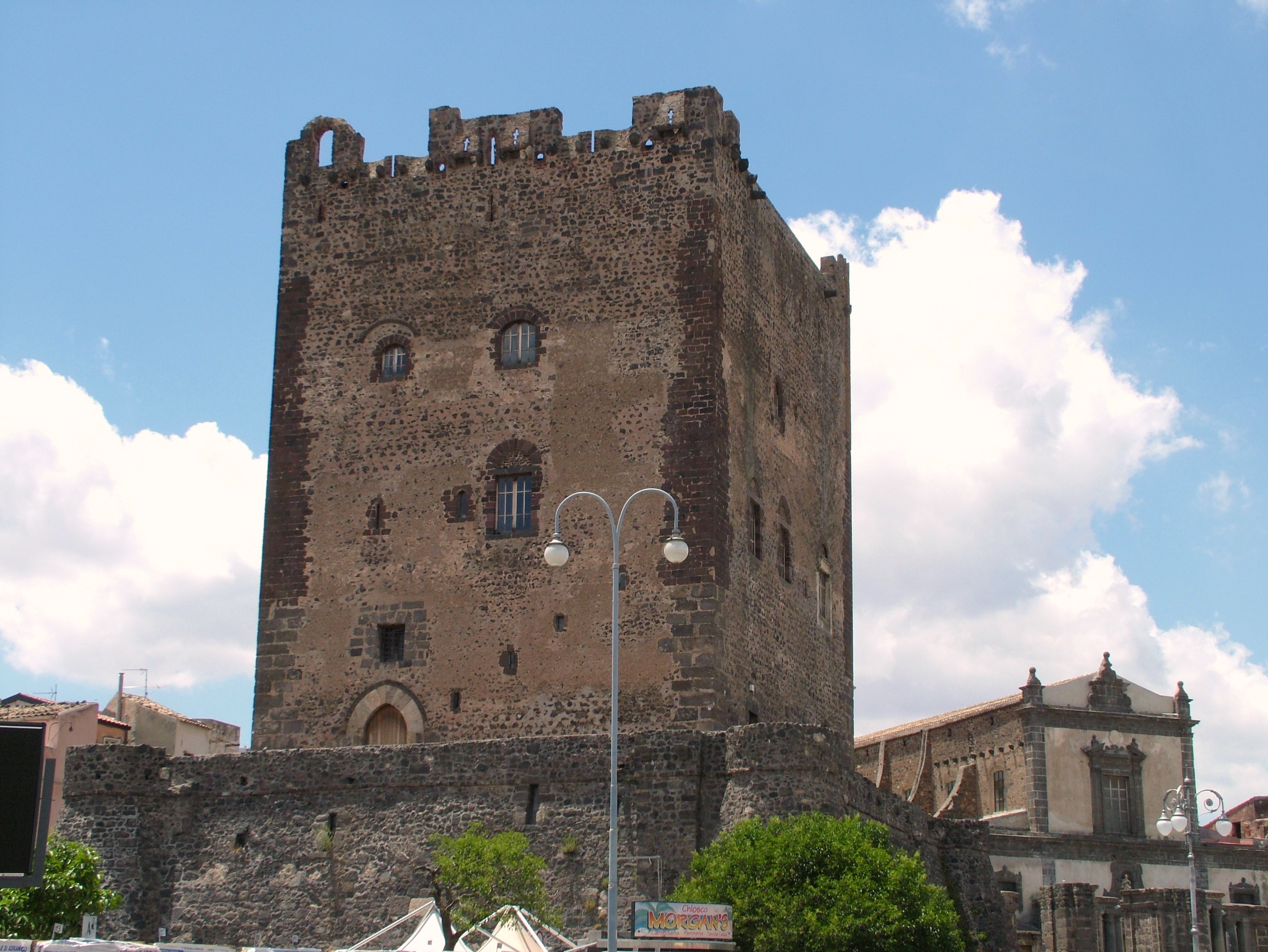
القلعة النورمانية في أدرانو.

شهد الغزو النورماني لجنوب إيطاليا ضخ أنماط عمارة رومانسكية وبالأخص نورمانية. تم توسيع القلاع - من البنى اللومباردية والبيزنطية والعربية - كما شيدت قلاع أخرى. بنيت هذه القلاع على الحرفية المحلية واحتفظت بعناصر متميزة من أصولها غير النورمانية. بنيت الكاتدرائيات اللاتينية في الأراضي الأرثوذكسية اليونانية أو المسلمة التي احتلت حديثًا، ومعظمها كان بأسلوب رومانسكي مع تأثير واضح للتصاميم البيزنطية والإسلامية. أخيرًا، كانت الإدارة النورمانية مركزية ومعقدة وبيروقراطية بالمقارنة مع الأنظمة الأخرى في أوروبا الغربية في ذلك الوقت. شاعت المباني العامة مثل القصور في المدن الهامة، وأبرزها باليرمو. تظهر هذه المباني أكثر من غيرها تأثير الثقافة الصقلوعربية.
بدأ النورمان بسرعة في بناء وتوسيع وترميم القلاع في جنوب إيطاليا. يبدو أن معظم قلاعهم كانت إما أصلية أو على أساس الهياكل القائمة من طرف اللومبارد، على الرغم من أن بعضها بني على الأنقاض البيزنطية أو في صقلية على الأساسات العربية. بحلول نهاية عهد النورمان، حولت معظم القلاع الخشبية إلى حجرية.
بعد القلعة اللومباردية في ملفي والتي غزاها النورمان في وقت مبكر ودمجوها مع برج محصن مستطيل في أواخر القرن الحادي عشر، كانت مقاطعة كالابريا أولى المقاطعات التي تغيرت جذريًا ببناء القلاع النورمانية. في 1046، بدأ وليام الذراع الحديدة بناء «ستريدولا» وهي قلعة كبيرة قرب سكيلاتشي وبحلول 1055 كان روبرت جيسكارد قد بنى ثلاثة قلاع: في روسانو في مكان قلعة بيزنطية، و«سكريبلا» مقر ضرائبه والتي تحمي ممر في وادي كراتي، وسان ماركو أرجينتانو (برج محصن 1051) بالقرب من كوزنسا. في 1058، بنيت سكاليا على منحدر على البحر.
كان جيسكارد من أهم باني القلاع بعد صعوده إلى كونتية بوليا. بنى القلعة في جارجانو بأبراج خماسية تسمى «أبراج العمالقة». بني هنري كونت مونتي سانتانجلو لاحقًا قلعة في كاستلباغانو. في موليزي، بنى النورمان العديد من القلاع في أماكن ذات دفاعات طبيعية مثل سانتا كروتشي وفيرانتي. كانت المنطقة حول الخط التقريبي بين تيراتشينا وتيرمولي ذات أكبر كثافة من القلاع النورمانية في إيطاليا. كان العديد من المواقع التي اختيرت سامنية أصلًا واستخدمها الرومان وخلفائهم؛ سمى النورمان هذه القلاع كاستيللوم فيتوس أو «القلعة القديمة». تمتلك العديد من القلاع الموليزية أسوارًا مدمجة في الواجهات الحجرية الجبلية والتلية، وتظهر الكثير من الأبنية سريعة البناء التي أنشأها النورمان ممارسة أوبوس غاليكوم على الأقل في موليزي.
بدأ إنشاء القلاع في صقلية بناء على طلب من السكان اليونان الأصليين. في 1060، طلبوا من جيسكارد بناء قلعة في ألونتيوم لتحميهم مما جعلها أول قلعة نورمانية في صقلية وهي سان ماركو دالونزيو وسميت تيمنًا بقلعة جيسكارد الأولى أرجينتانو في كالابريا، ولا تزال أنقاضها ظاهرة. بنيت بيتراليا سوبرانا بالقرب من تشيفالو قرب قلعة تروينا حينها في عام 1071. وفي عام 1073 تم بناء قلعة في مازارا (أطلالها لا تزال موجودة) وأخرى في باترنو (أطلالها في مرحلة إعادة البناء). في أدرانو (أو أدرينو) بنى النورمان برجًا مستطيلًا عاديًا والذي تعطي مخططاته فكرة عن التصميم النورماني في القرن الحادي عشر. يؤدي درج خارجي إلى مدخل في الطابق الأول وينقسم الداخل طوليًا في المنتصف إلى قاعة كبيرة على أحد الجانبين وإلى غرفتين في الجهة الأخرى هما غرفة ومصلى. هناك تحصينات نورمانية أخرى مستوحاة من صقلية العربية وعمارة الكاتدرائيات والقصور في المدن الكبرى مثل باليرمو ذات علامات مميزة وواضحة للأسلوب العربي. التأثير الفني العربي في صقلية يماثل النفوذ اللومباردي في الجنوب الإيطالي.

## وصلات خارجية
- النورمان - شعب أوروبي من البعثة الأوروبية.